# Domaine royal de Bornstedt

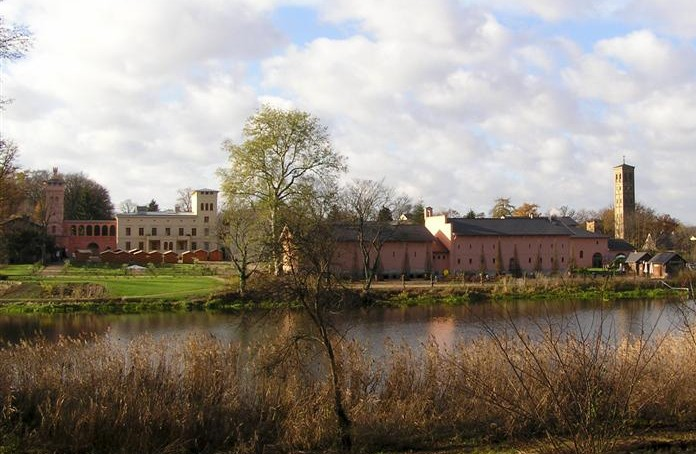
Vue du domaine de Bornstedt.

Le domaine royal de Bornstedt est un ancien domaine des Hohenzollern situé dans le quartier de Bornstedt, à Potsdam, dans le Brandebourg. Le domaine appartient à l’ensemble des jardins et palais de Sanssouci et se situe à seulement 400 mètres du château de Sanssouci lui-même.
Construit à partir de 1350, le château de Bornstedt est surtout connu pour avoir été la résidence de la Kronprinzessin Victoria du Royaume-Uni à la fin du XIXe siècle. Aujourd’hui totalement restauré, le domaine est ouvert au public.